# Марашіян
Марашіян (Мар'аші) (1359—1596) — династія, що постала після занепаду династій Джалала та Афрасіяб і володіла Мазандараном. а потім східним Ґіляном і західним Астрабадом. Зазнала поразок у 1380-х роках від Тамерлана, внаслідок чого втратила частину володінь. Як васал різних держав збереглася до 1596 року, коли була знищена Сефевідами.

## Історія

### Заснування
Династію заснував Кавам ад-Дін аль-Мараші, який стверджував, що є нащадком імама Алі ібн Хусейна. Мешкав у Дабу біля Амола, де заснував ханку і здобув численних послідовників. Після 1335 року з занепадом Держави Хулагуїдів розгорнулася боротьба за Табаристан і Мазандераном між колишніми васалами ільханів — Джалалідами та Бавандами, до якої згодом долучилися Афрасіабіди. У 1349 році останні в союзі з Джалалідами знищили Бавандів.
Афрасіабіди намагалися посилити свій вплив в Мазандарані, перетягнувши на свій бік Кавам ад-Діна, але це зустріло спротив й зрештою призвело до загального повстання. У 1359 року в битві поблизу Дабу загони Камал ад-Діна, син Кавама ад-Діна, знищили військо Афрасіабідів, захопивши їх територію. З усієї ворожої династії  врятувався лише один представник — Іскандар-і Шейх. Потім завдано поразки Джалалідам, в яких захоплено міста Сарі та Туджі.
1362 року після загибелі старшого сина Кавам ад-діна — Абдаллаха — інші його сини Камал ад-Дін і Ріда ал-Дін розділили володіння зі столицями в Сарі та Амолі відповідно. Невдовзі було завдано рішучих поразок решткам Джалалідів. Під час війни з окремими князівствами (фактично гірськими фортецями з навколишньою територію) війська Марашіянів діяли спільно з Саїдами Малатидами, панівною династією Ґіляна.
1381 року було завдано поразки династії Бадуспанідів, в яким відібрано важливу фортецю з областю Рустамдар. Завоювання Куджура дало контроль над усім Мазандераном. Підкорено було Талукан, Лавасан і частину Ларіджана в східному Ґіляні. Війська навіть підійшли до Казвіна, але не наважилися боротися за нього з Музаффаридами.
Династія у 1380-х роках стикнулася з новими суперниками — Муртадаїдами з Хазараджаріба і Амір-Валі в Астарабаді. Після послаблення Музаффаридів вдалося зайняти  Казвін (середина 1380-х років). Також було завдано низку відчутних поразок Амір-Валі.

### Протистояння з Тимуром
Протягом 1382—1384 років чагатайський емір Тимур послідовно захопив державу Куртів, встановив зверхність над Сістаном, Хорасаном, Астрабадом. До нього приєднався Іскандар-і Шейх з Афрасіабідів. Камал ад-Дін тричі посилав свого сина Гіяс ад-Діна з подарунками для Тимура. Дипломатія надали змоги запобігти війні. У 1386—1387 року чагатайське військо на шляху до тебризу оминуло Мазандаран.
Втім ситуація змінилася 1388 року, після смерті ільхана Лукмана, володіння якого (Західний Хорасан і Астрабад) було приєднано до Держави Тимуридів. Астрабадський хакім (намісник) Пір-Мухаммад (відомий також як  Пірак-паша) підтримав Іскандар-і Шейха, що став аткувати володіння Марашіянів.
У 1392 року Тимур вирішив покінчити з самостійністю Марашіян. 24 вересня 1392 року в битві біля Каратугану основні сили Марашіян було знищено, а 1393 року захоплено фортецю Маханасара, де було зібрано основні скарби династії, а також кошти знаті та купців. За цим ворог захопив та сплюндрував міста між Амолом і Сарі. Більшість членів династії були відправлені до Хорезму і Мавераннахру морем, на шляху в Ґіляні вдалося втекти Абд аль-Мутталіб, Абд аль-Азіму та Ізз аль-Дін Хасані. Алі та Гіяс ад-Дін, сини Камал ад-Діна перебували на службі у Тимуридів.

### Боротьба за Мазандеран
Амол було передано Іскандар-і Шейху, а Сарі — Джаміксіду Карін Гаврі. Спроба Ізз ад-Діна Хасані відвоювати Амол зазнала поразки. 1403 року після повстання та подальшої поразки Іскандар-і Шейха Амол було передано Алі ібн Камал-аль-Діну. Останній постійно воював з родом Гаврі,  що володів місто Сарі з областю, намагаючись об'єднати центральний Мазандаран.
Після смерті еміра Тимура до 1409 року, скориставшись боротьбою між його нащадками, вдалося відвоювати більшість Мазандерану. У 1410 році почалася  боротьба за владу, в яку втрутився Шахрух Мірза, проте боротьба з ворогами в Персії та на Кавказі відволікла його увагу. Втім довелося воювати проти династії Муртадаїдів, яким поступилися територіями Намарустак, Дайларустак і Тартіярустак. До 1417 року владу династії над більшістю Мазандарана було знову зміцнено.
За панування Муртади ібн Алі відбувалися постійні війни з родичами. також не припинялися спроби повністю опанувати Мазандараном. 1428 року спільно з Муртадаїдами вдалося захопити  Тунукабун і Дайлам.

### Васалітет
1433 року новий правитель Шамс ад-Дін Мухаммед визнав зверхність Шахрух Мірзи, почавши сплачувати данину. Разом з тим було забезпечено внутрішня сталість, усі родичі визнали зверхність мухаммеда, сплачуючи тому данину. Наприкінці панування стикнувся з повстання родича Камал ад-Діна III, який захопив Амол. Але 1446 року Шамс ад-Дін встановив в Амолі правителем стрийка Муртаду.
Після смерті Шахрух Мірзи в 1447 році почалася війна з Абул-Касімом Бабуром, що бажав встановити повну владу над Мазандараном. Зрештою війська Марашіян зазнали поразки 1452 року, Шамс ад-Дін Мухаммед загинув, а новим правителем став Абд аль-Карім I, що негайно сплатив данину. З цього часу втручання в справи Мазандарану з боку Бабура посилилися.
Після смерті Абул-Касіма Бабура в 1457 році слабкість Абд аль-Каріма I призвела до плюндрування його володінь між різними членами династії Тимуридів. Спроба  звернутися до Джаханшаха, бея Кара-Коюнлу, не мало успіху.

### Занепад
Після смерті Абд аль-Карім I починається послаблення держави через слабкість правителів, боротьбу між знаттю, в якій переможцем вийшов Зайн аль-Абідін. Але невдовзі стикнувся з численими заколотами і змовами. В справи Мазандарану став втручатися Узун-Хасан, бей Ак-Коюнлу. 1470 року повалений військами останнього, але продовжив боротьбу у горах й зрештою повернув владу. Було укладено союз з династією Бадуспанідів. Незважаючи на це декілька разів був знову повалений і знову відновлений на троні.
Боротьба за владу не припинялася в наступні десятиріччя. Це дозволило 1487 року Узун-хасану підкорити Мазандаран й зробити Марашіян своїми васалами. 1488 року династію було позбавлено будь-яких володінь, що спричинило загальне повстання. 1493 року Шамс ад-Дін, брат Зайн аль-Абідіна, відновив незалежність, вигнавши загарбників. 1494 року Марашіяни зазнали вторгнення з боку Баді аз-Замана, тимуридського хакіма (намісника) Мазандарану. Незважаючи на відбиття нападу не вдалося запобігти розпаду держави.
Після смерті Шамс ад-Діна в 1499 році почалася нова боротьба між членами династії, куди втрутився Хусейн Байкара, емір Хорасану. 1503 року владу захопив сіпахсалар Ага Рустам, що намагався зберегти володіння серед потужних ворогів. Для цього було укладено союз з ханом Мухаммедом Шейбані та Сефевідами
Після 1510 року володіння династії ще більше подрібнилися, частину довелося віддати Сефевідам. Після 1511 року поступово Абд аль-Карім II за допомогою Сефевідів об'єднав більшість володінь Марашіянів, але залежність від Сефевідів посилилася. З 1512 року набув значного впливу рід Русафзун. З 1520-х років останні поступово взяли курс на ліквідацію володінь династії, яка швидко занепадала. Русафзуни з 1526 року фактично керували державою, навіть у 1540-х роках на нетривалий час відсторонили від влади Марашіян.
Після смерті Султан-Мурада I у 1577 році значна частина його володінь перейшла до представників династії Сефевідів, лише невеличка дісталася синові Султан-Махмуду II. Але останній згодом загинув внаслідок інтриг. Зрештою 1596 року шах Аббас I заявив про свої права як онук по жіночій лінії Марашіян і конфіскував увесь Мазандаран. Спроба повстання була придушена.

## Територія
Спочатку володіння простягалися до Савадкуха та Фірузкуха. На початку 1380 років підвладна земля поширилася на захід до Наті-Рустака. До 1390 року  династії належав увесь Мазандаран, східний Ґілян та частина Астрабаду. З 1410 року Мазандаран переважно становив основу династії. але тривала боротьба за Ґілян. З 2-ї половини 1480-х років територія постійно зменшувалася.

## Устрій
Спочатку існувала 2 рівноправних правителя зі столицями в Сарі та Амолі. Поступово лінія з Сарі стає більш впливовою. 1403 року після відновлення династії у володіннях Сарі стає головною столице. Представниці з Амолу були підпорядкованими й платили данину. В загальною плані держава являла своєрідну федерацію через залежних правителів з різних гілок Марашіян, що визнавали зверхність і першість правителя Сарі. Останній міг замінити кожного з них в їх власному володінні, принцип спадковості не дотримувався.

### Володарі з Сарі
- Кавам ад-Дін I (1359—1362)
- Камал ад-Дін I (1362—1393)
- Рида ад-Дін (1362—1393)
- династію повалено Тимуром
- Алі ібн Камал-аль-Дін (1403—1410), вперше
- Муртада I (1410—1411), вперше
- Алі ібн Камал-аль-Дін (1411—1417), вдруге
- Муртада I (1417—1433), вдруге
- Шамс ад-Дін Мухаммед (1433—1452)
- Абдаллах I (1452)
- Абд аль-Карім I (1452—1461)
- Абдаллах II (1461—1468)
- Камал ад-Дін II (1468)
- Зайн аль-Абідін (1468—1470), вперше
- Абд аль-Карім II (1470—1471), вперше
- Зайн аль-Абідін (1471—1476), вдруге
- Абд аль-Карім II (1477—1478), вдруге
- Зайн аль-Абідін (1478—1480), втретє
- Абд аль-Карім II (1480—1481), втретє
- Зайн аль-Абідін (1480—1486), вчетверте
- Шамс ад-Дін I (1486—1487), вперше
- Абд аль-Карім II (1487—1488), вчетверте
- династію повалено Узун-Хасаном
- Шамс ад-Дін I (1492—1499), вдруге
- Камал ад-Дін III (1499—1503)
- Абд аль-Карім II (1503—1526), вп'яте
- Султан-Махмуд I (1526—1527)
- Амір-Шахі (1527—1546)
- Ага-Рустам[1] (1546—1550)
- Сухраб I[1] (1550)
- Абдаллах III (1550—1561)
- Султан-Мурад I (1561—1576)
- Султан-Махмуд II (1576—1578)
- Гасан Мірза (1576—1577)
- Мір Алі Хан (1578—1579)
- Хайр аль-Ніса (1579—1580)
- Султан-Мурад II (1580—1596)

## Економіка

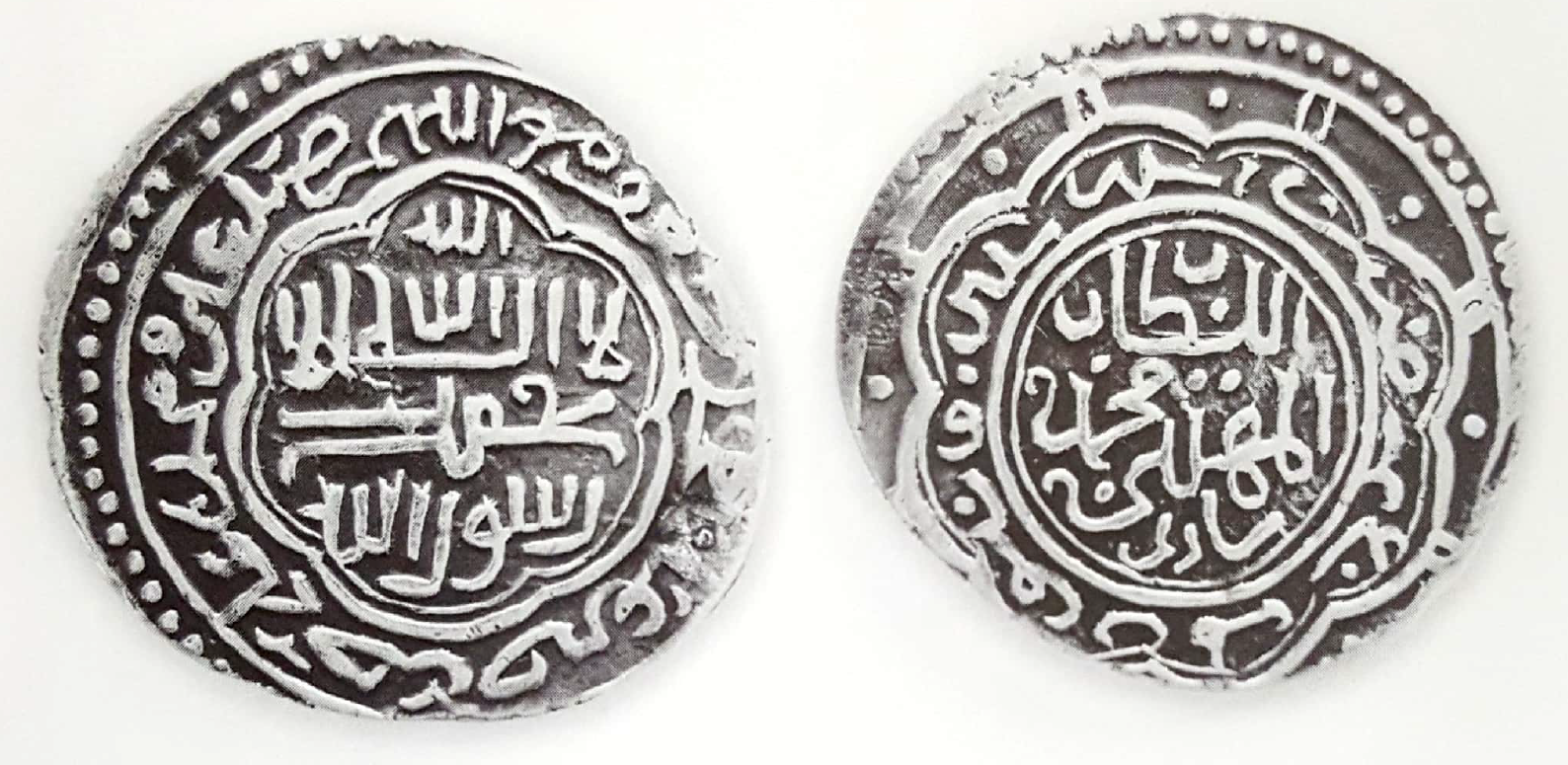
Монета династії

Основу становили ремісництво, рибальство і торгівля. Гарні умови в низинах дозволяли вирощувати рис, зерно, фрукти, бавовну, чай, цукрову тростину, шовк, худобу. Було розвинено виробництво текстилю і бавовну та виловлювали цінні види риб. Торгували виробами з металів, зброєю, шовком і бавовною, рисом і чорною ікрою.

## Культура
Представники династії сповідували шиїзм, який активно намагалися поширювати. Водночас відкидали ідею махдізму. Наслідували суворе дотримання Корану та поперевах намагалися досягнути соціальної справедливості.
Не особливо підтримували поетів, науковців та митців. Лише Камал ад-Дін I був плідним письменником і поетом. Інші представники — Захір ад-Дін бін Насір ад-Дін та Міртімур — залишили опис своєї родини.